# Comuna de Zgorzelec
Zgorzelec (polaco: Gmina Zgorzelec) é uma gminy (comuna) na Polónia, na voivodia de Baixa Silésia e no condado de Zgorzelecki. A sede do condado é a cidade de Zgorzelec.
De acordo com os censos de 2004, a comuna tem 7867 habitantes, com uma densidade 57,8 hab/km².

## Área
Estende-se por uma área de 136,02 km², incluindo:
- área agricola: 71%
- área florestal: 16%

## Demografia
Dados de 30 de Junho 2004:
|                      | Total   | Total | Mulheres | Mulheres | Homens  | Homens |
| -------------------- | ------- | ----- | -------- | -------- | ------- | ------ |
|                      | pessoas | %     | pessoas  | %        | pessoas | %      |
| População            | 7867    | 100   | 3948     | 50,2     | 3919    | 49,8   |
| Densidade (pop./km²) | 57,8    | 100   | 29       | 29       | 28,8    | 28,8   |

De acordo com dados de 2002, o rendimento médio per capita ascendia a 1506,28 zł.